# Raymond Delisle
Raymond Delisle   (Ancteville, 11 de març de 1943 - Hébécrevon, 11 d'agost de 2013) va ser un ciclista francès. Va començar la seva carrera esportiva el 1961 com a ciclista amateur, passant al professionalisme el 1965. Es retirà el 1977. Durant la seva carrera esportiva aconseguí notables èxits, destacant dues etapes al Tour de França, una a la Volta a Espanya i un Campionat de França en ruta.
L'any 2013 es va suïcidar.

## Palmarès
- 1969
  -  Campió de França en ruta
  - 1r al Tour de l'Herault
  - 1r a la Polymultipliée
  - Vencedor d'una etapa al Tour de França
- 1970
  - Vencedor d'una etapa al Dauphiné Libéré
- 1972
  - Vencedor d'una etapa de la Setmana Catalana
  - Vencedor d'una etapa al Tour de Romandia
- 1973
  - Vencedor d'una etapa de la Setmana Catalana
- 1974
  - Vencedor d'una etapa a la Vuelta a Espanya
- 1975
  - 1r al Tour de l'Haut Var
  - 1r de la Gènova-Niça
  - Vencedor de 2 etapes a la París-Niça
- 1976
  - Vencedor d'una etapa al Tour de França
- 1977
  - 1r a la Polymultipliée

### Resultats al Tour de França
- 1965. Abandona a l'etapa 11
- 1966. 23è de la classificació general
- 1967. 26è de la classificació general
- 1969. 37è de la classificació general. Vencedor d'una etapa
- 1970. 11è de la classificació general
- 1971. 77è de la classificació general
- 1972. 11è de la classificació general
- 1973. 11è de la classificació general
- 1974. 12è de la classificació general
- 1975. 16è de la classificació general
- 1976. 4t de la classificació general. Vencedor d'una etapa. 1r al Premi de la Combativitat. Porta el mallot groc durant 2 etapes
- 1977. 9è de la classificació general

### Resultats al Giro d'Itàlia
- 1968. 39è de la classificació general

### Resultats a la Volta a Espanya
- 1967. Abandona
- 1974. Abandona. Vencedor d'una etapa